# Hasse Börjes
Hasse Börjes (n. 25 ianuarie 1948, Comuna Rättvik, Comitatul Dalarna, Suedia) este un patinator de viteză ce a reprezentat Suedia, medaliat olimpic. A participat la două ediții ale Jocurilor Olimpice (1968, 1972) în care a câștigat o medalie de argint.